# ホロックス (小惑星)
ホロックス (3078 Horrocks) は小惑星帯に位置する小惑星である。ローウェル天文台のエドワード・ボーエルが発見した。
イギリスの天文学者で、金星の太陽面通過の最初の観測者であるエレミア・ホロックス（Jeremiah Horrocks または Jeremiah Horrox、1618年頃 - 1641年）から命名された。